# Олімпійський стадіон (Мюнхен)
Олімпійський стадіон (нім. Olympiastadion) — стадіон у німецькому місті Мюнхен. Був основною ареною проведення літніх Олімпійських ігор 1972 року.
Розташований в центрі Олімпійського парку Мюнхена, в північній частині міста. Трибуни стадіону і частина території олімпійського парку покриті гігантськими висячими перекриттями-оболонками архітектора Фрая Отто. У 1972 році був головною ареною літніх Олімпійських ігор.
На стадіоні проходив фінальний матч Чемпіонату світу-1974, у якому збірна ФРН з рахунком 2-1 перемогла збірну Нідерландів .
Стадіон приймав фінальний матч чемпіонату Європи-1988, у якому збірна Нідерландів з рахунком 2-0 перемогла команду СРСР.
Американський поп-співак Майкл Джексон за усю свою кар‘єру дав тут 5 концерти: перший під час Bad World Tour (8 липня 1988), другий під час Dangerous World Tour (27 червня 1992), два наступні під час HIStory World Tour (4 та 6 липня 1997). Востаннє Джексон разом з іншими артистами дав тут концерт 27 червня 1999 під час його міні-туру MJ & Friends. На цьому концерті трапився інцидент: міст, на якому був Майкл під час виконання «Earth Song», впав і співак дуже сильно поранив спину, але довів концерт до кінця. Потім його терміново доставили до лікарні.

## Галерея

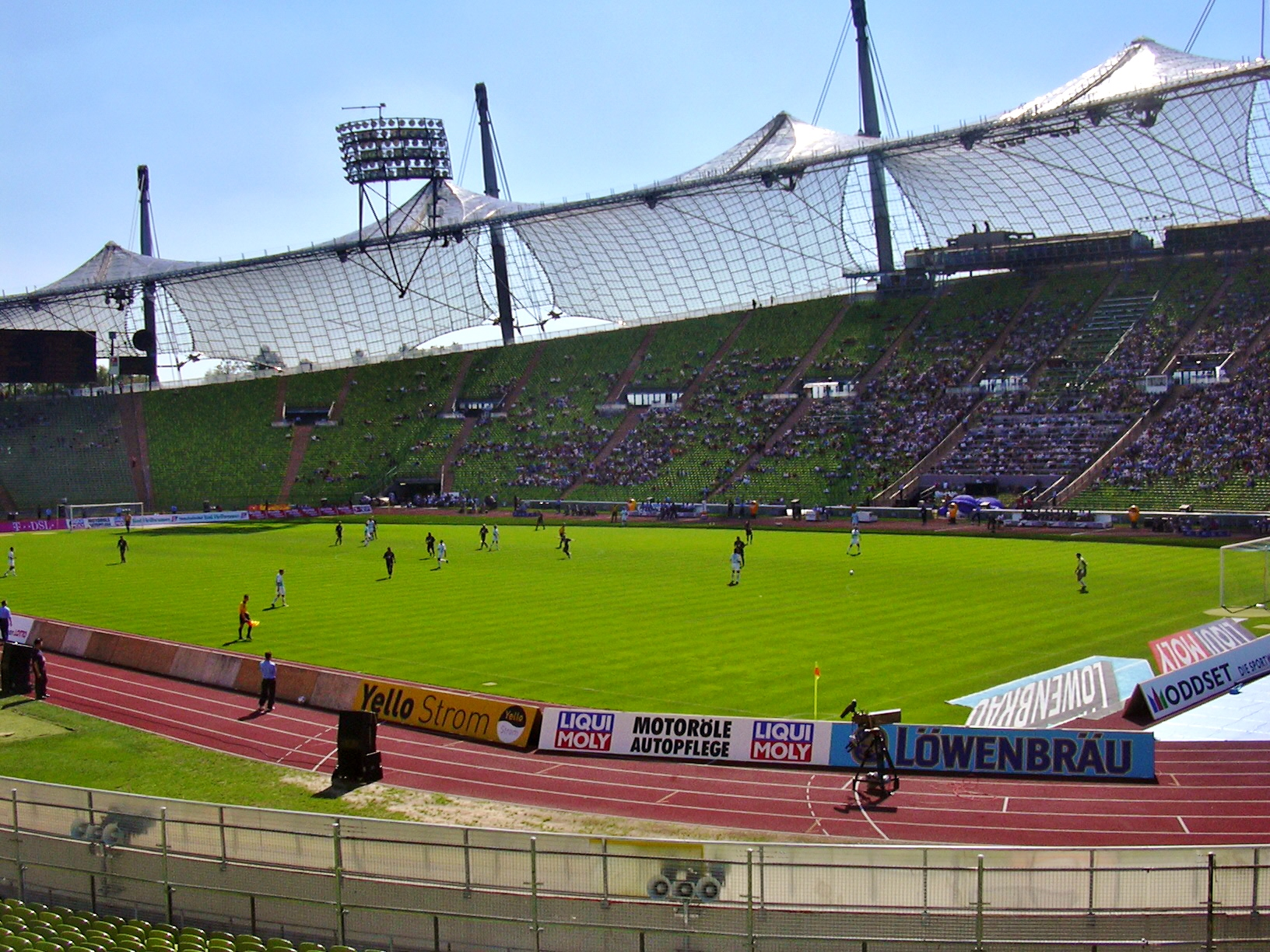
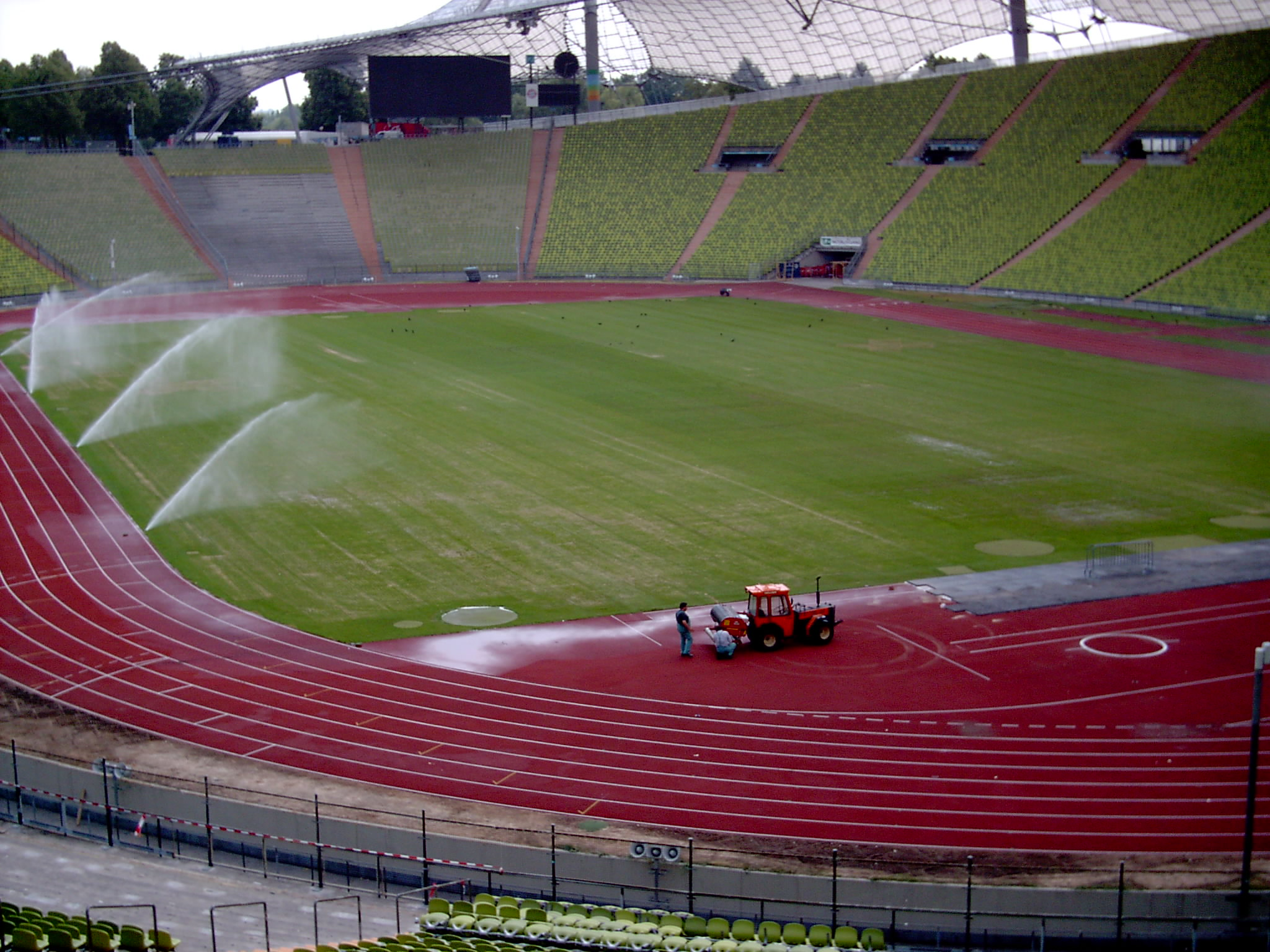